# Associazione Sportiva Fidelis Andria 1998-1999
Questa pagina raccoglie le informazioni riguardanti l'Associazione Sportiva Fidelis Andria nelle competizioni ufficiali della stagione 1998-1999.

## Stagione
Nella stagione 1998-1999 la Fidelis Andria disputa il campionato di Serie B, raccoglie 40 punti, con il terz'ultimo posto in classifica, retrocedendo in Serie C1. Un girone di andata disastroso, con solo 11 punti raccolti in diciannove partite, sono state una palla al piede, che ha pesato sulle sorti dei pugliesi. Anche un girone di ritorno notevole, non è bastato, per mantenere la categoria cadetta. Sono stati 29 i punti raccolti nel girone di ritorno, ma non hanno colmato, il baratro accumulato nell'andata. La stagione è iniziata con l'allenatore Roberto Morinini, ma è iniziata nel modo peggiore, a fine novembre la Fidelis Andria, penultima in classifica con 6 punti in undici partite, esonera il tecnico ed affida la squadra a Giorgio Rumignani, al termine del girone di andata è ancora ultima con 11 punti, poi nel girone di ritorno innesta un recupero miracoloso fino a metà aprile, dal 24 gennaio all'11 aprile ottiene 8 vittorie in 11 partite, alla 29ª giornata ha 34 punti, cinque punti sopra la zona retrocessione. Ma viene tutto vanificato da un finale di campionato senza vittorie, con sei pareggi e tre sconfitte. Nella Coppa Italia i biancoblù pugliesi fuori nel doppio confronto del primo turno, per mano del Gualdo.

## Rosa
| N. |                    | Ruolo | Calciatore         |
| -- | ------------------ | ----- | ------------------ |
| 1  | Italia (bandiera)  | P     | Ivan Aiardi        |
| 2  | Italia (bandiera)  | D     | Marco Ambrogioni   |
| 3  | Italia (bandiera)  | D     | Giovanni Fasce     |
| 4  | Francia (bandiera) | D     | Arnauld Mercier    |
| 5  | Italia (bandiera)  | D     | Valeriano Recchi   |
| 5  | Italia (bandiera)  | C     | Vito Lasalandra    |
| 6  | Italia (bandiera)  | C     | Davide Vagnati     |
| 6  | Italia (bandiera)  | D     | Luigi Panarelli    |
| 7  | Italia (bandiera)  | D     | Alberto Nardi      |
| 7  | Italia (bandiera)  | C     | Ivano Della Morte  |
| 8  | Italia (bandiera)  | C     | Alessandro Marzio  |
| 9  | Italia (bandiera)  | A     | Bernardo Corradi   |
| 10 | Italia (bandiera)  | C     | Daniele Russo      |
| 11 | Italia (bandiera)  | A     | Massimo Minetti    |
| 11 | Brasile (bandiera) | A     | Paco Soares        |
| 12 | Italia (bandiera)  | P     | Luciano Lanotte    |
| 13 | Nigeria (bandiera) | C     | Ayeni Bosun        |
| 14 | Italia (bandiera)  | C     | Stefano Tagliani   |
| 15 | Italia (bandiera)  | D     | Riccardo Bocchini  |
| 15 | Italia (bandiera)  | D     | Giuseppe Abruzzese |

| N. |                     | Ruolo | Calciatore                 |
| -- | ------------------- | ----- | -------------------------- |
| 16 | Italia (bandiera)   | C     | Francesco Massimo Pizzulli |
| 17 | Italia (bandiera)   | D     | Antonio Landi              |
| 17 | Italia (bandiera)   | C     | Renzo Tasso                |
| 18 | Nigeria (bandiera)  | A     | Nyoka Chibuzor Kent        |
| 18 | Italia (bandiera)   | D     | Massimiliano Corrado       |
| 19 | Italia (bandiera)   | A     | Vincenzo Santoruvo         |
| 19 | Slovenia (bandiera) | A     | Matjaž Florijančič         |
| 20 | Italia (bandiera)   | A     | Massimo Manca              |
| 21 | Italia (bandiera)   | D     | Giorgio Galluzzo           |
| 21 | Italia (bandiera)   | D     | Giovanni Caterino          |
| 22 | Italia (bandiera)   | P     | Cristiano Lupatelli        |
| 23 | Italia (bandiera)   | C     | Antonio De Leonardis       |
| 24 | Italia (bandiera)   | A     | Giovanni Saponaro          |
| 25 | Italia (bandiera)   | D     | Cristian Trapella          |
| 26 | Italia (bandiera)   | C     | Piero Lo Gatto             |
| 27 | Italia (bandiera)   | D     | Gianluca Franchini         |
| 28 | Italia (bandiera)   | C     | Francesco Tudisco          |
|    | Italia (bandiera)   | D     | Vincenzo Botticelli        |
|    | Italia (bandiera)   | C     | Nicola De Santis           |

## Risultati

### Campionato

#### Girone di andata
| Arbitro: | Rosetti (Torino) |

|                                      |           |  |
| Bizzarri 15’ Biliotti 38’ Sotgia 81’ | Marcatori |  |

| Arbitro: | Rosetti (Torino) |

|             |           |           |
| Corradi 81’ | Marcatori | 2’ Marino |

| Arbitro: | Castellani (Verona) |

|                         |           |           |
| Guarneri 35’ Ungari 88’ | Marcatori | 83’ Manca |

| Andria 27 settembre 1998 4ª giornata | Fidelis Andria             | 0 – 0 | Lecce | Stadio degli Ulivi\| Arbitro: \| Cardella (Torre del Greco) \| |
| Arbitro:                             | Cardella (Torre del Greco) |       |       |                                                                |

| Arbitro: | Pin (Conegliano) |

|                          |           |  |
| Morrone 25’ Mercatti 45’ | Marcatori |  |

| Arbitro: | Strazzera (Trapani) |

|           |           |  |
| Manca 54’ | Marcatori |  |

| Arbitro: | Dagnello (Trieste) |

|             |           |  |
| Crovari 32’ | Marcatori |  |

| Arbitro: | Bonfrisco (Monza) |

|  |           |               |
|  | Marcatori | 72’ De Cesare |

| Arbitro: | Serena (Bassano del Grappa) |

|              |           |           |
| Bellucci 93’ | Marcatori | 91’ Manca |

| Arbitro: | Dagnello (Trieste) |

|             |           |                                            |
| Tudisco 23’ | Marcatori | 5’ M. Rossi 47’ Bortoluzzi 57’ L. Beghetto |

| Arbitro: | Strazzera (Trapani) |

|                                |           |  |
| Cammarata 6’, 29’ Aglietti 23’ | Marcatori |  |

| Arbitro: | Dagnello (Trieste) |

|  |           |           |
|  | Marcatori | 3’ Artico |

| Arbitro: | Preschern (Mestre) |

|                       |           |  |
| Lemme 55’, 73’ Protti | Marcatori |  |

| Arbitro: | Preschern (Mestre) |

|               |           |              |
| Teodorani 29’ | Marcatori | 11’ D. Russo |

| Arbitro: | Bonfrisco (Monza) |

|                        |           |            |
| Della Morte 86’ (rig.) | Marcatori | 34’ Vukoja |

| Arbitro: | Preschern (Mestre) |

|                        |           |              |
| Gelsi 15’ Cannarsa 90’ | Marcatori | 36’ D. Russo |

| Arbitro: | Rosetti (Torino) |

|  |           |                 |
|  | Marcatori | 80’ (rig.) Doni |

| Arbitro: | Bonfrisco (Monza) |

|                          |           |  |
| Lentini 11’ Ferrante 29’ | Marcatori |  |

| Arbitro: | Bonfrisco (Monza) |

|                         |           |  |
| Tudisco 28’, 45’ (rig.) | Marcatori |  |

#### Girone di ritorno
| Arbitro: | Strazzera (Trapani) |

|                                           |           |                   |
| Mercier 12’ Florijancic 41’ Panarelli 49’ | Marcatori | 24’, 34’ Biliotti |

| Brescia 7 febbraio 1999 21ª giornata | Brescia           | 0 – 0 | Fidelis Andria | Stadio Mario Rigamonti\| Arbitro: \| Pirrone (Messina) \| |
| Arbitro:                             | Pirrone (Messina) |       |                |                                                           |

| Arbitro: | Pellegrino (Barcellona Pozzo di Gotto) |

|             |           |  |
| Tudisco 69’ | Marcatori |  |

| Arbitro: | Fausti (Milano) |

|                 |           |  |
| F. Bellucci 97’ | Marcatori |  |

| Arbitro: | Bonfrisco (Monza) |

|             |           |  |
| Corradi 90’ | Marcatori |  |

| Arbitro: | Sputore (Vasto) |

|               |           |                             |
| Tarantino 83’ | Marcatori | 12’ Florijancic 90’ Corradi |

| Andria 14 marzo 1999 26ª giornata | Fidelis Andria   | 0 – 0 | Monza | Stadio degli Ulivi\| Arbitro: \| Branzoni (Pavia) \| |
| Arbitro:                          | Branzoni (Pavia) |       |       |                                                      |

| Arbitro: | Bertini (Arezzo) |

|               |           |                           |
| Marazzina 73’ | Marcatori | 10’ Manca 19’ Florijancic |

| Arbitro: | Sputore (Vasto) |

|                                    |           |             |
| Florijancic 45’ Tudisco 95’ (rig.) | Marcatori | 76’ Schwoch |

| Arbitro: | Cardella (Torre del Greco) |

|            |           |                                         |
| Di Bari 5’ | Marcatori | 13’ Tudisco 50’ Florijancic 79’ Corradi |

| Arbitro: | Serena (Bassano del Grappa) |

|             |           |               |
| Tudisco 78’ | Marcatori | 38’ Cammarata |

| Arbitro: | Rosetti (Torino) |

|                 |           |             |
| Pinciarelli 19’ | Marcatori | 30’ Corradi |

| Arbitro: | Branzoni (Pavia) |

|                          |           |                                                 |
| Corrado 45’ Trapella 70’ | Marcatori | 11’ S. Citterio 14’ (rig.) Margiotta 51’ Protti |

| Arbitro: | Bertini (Arezzo) |

|             |           |               |
| Corradi 60’ | Marcatori | 31’ Bonazzoli |

| Genova 16 maggio 1999 34ª giornata | Genoa           | 0 – 0 | Fidelis Andria | Stadio Luigi Ferraris\| Arbitro: \| Fausti (Milano) \| |
| Arbitro:                           | Fausti (Milano) |       |                |                                                        |

| Arbitro: | Dagnello (Trieste) |

|                         |           |                                |
| Corradi 39’ Tudisco 57’ | Marcatori | 6’ Lambertini 68’ (rig.) Gelsi |

| Bergamo 30 maggio 1999 36ª giornata | Atalanta            | 0 – 0 | Fidelis Andria | Stadio Atleti Azzurri d'Italia\| Arbitro: \| Collina (Viareggio) \| |
| Arbitro:                            | Collina (Viareggio) |       |                |                                                                     |

| Arbitro: | Treossi (Forlì) |

|             |           |                                                    |
| Mercier 52’ | Marcatori | 10’ Sommese 45’ Lentini 74’ Ferrante 86’ Artistico |

| Arbitro: | Borriello (Mantova) |

|                     |           |                 |
| Borgobello 26’, 88’ | Marcatori | 39’ Florijancic |

### Coppa Italia
| Arbitro: | De Santis (Tivoli) |

|                       |           |             |
| Costantino 40’ (rig.) | Marcatori | 34’ Corradi |

| Arbitro: | Cardella (Torre del Greco) |

|  |           |              |
|  | Marcatori | 71’ Micciola |